# Narcis in Eho
Narcis in Eho je mitološka zgodba o Narcisovi preobrazbi v cvet in preobrazbi nimfe Eho v odmev.

## Različica mitološke zgodbe
Nimfa Liríopa je s Kéfisosem spočela dečka, ki ga je poimenovala Narcis. Videc Tirezija je zanj napovedal, da bo dočakal dolgo starost le, če ne bo spoznal samega sebe. Pri 16. letih je Narcisa občudoval marsikateri fant in po njem je koprnelo marsikatero dekle.  Nekoč je postavnega mladeniča uzrla nimfa Eho, ki ji je Junona (Hera) vzela dar govora, ker je Eho s svojim klepetom večkrat zadržala boginjo, da ne bi ta zasačila svojega nezvestega moža s kako nimfo. Junona se je nad dekletom maščevala tako, da je Eho odslej lahko le ponavljala glasove, ki so dospeli do nje. 
Eho se je v Narcisa zaljubila, a on jo je zavrnil in nimfa se je od sramu umaknila v gozd ter se spremenila v kamen. Od nje je ostal le odmev. A Narcis je zavračal tudi druge nimfe in mladeniče, zato je ena njegovih žrtev prosila, naj se tudi njemu ne izpolni ljubezenska sla. Ramuntska boginja je željo izpolnila in Narcis se je tako v studencu zaljubil v lastno podobo. Vsakič, ko je segel po njej, je nazadnje podoba izginila. Nesrečna ljubezen je Narcisa mučila tako dolgo, dokler ni počasi zblaznel. Začel se je tolči po prsih in ranil do krvi ter v svoji bolesti umrl. Narcis je tako odšel v podzemlje, kjer je še naprej opazoval svojo podobo, na mestu Narcisovega telesa pa je ostala le narcisa.

## Umetniške upodobitve

### Književnost
O Narcisu pripoveduje že Pavzanias v svojem Opisu Grčije. Prvo celostno obdelavo mita o Narcisu in Eho pa je zapisal rimski pesnik Publij Ovidij Naso v svojih Metamorfozah.
Nimfo Eho omenja tudi italijanski novelist Giovanni Boccaccio v delu Genealogie deorum gentilium, Narcisa pa italijanski pesnik Francesco Petrarca v Canzonierah. V obdobju baroka Narcisa opisuje Giambattista Marino, in sicer v delu Adonis. Referenca na mitološkega Narcisa pa se pojavlja tudi v uvodu v Coelhov roman Alkimist. 
Med književniki je motiv narcisistične osebe vpeljal že Stendhal v delu Rdeče in črno, kasneje pa tudi angleški pisec Oscar Wilde v svoji Sliki Doriana Graya. Na Narcisa aludira tudi John Milton v Izgubljenem raju, ko Eva zagleda svoj odsev v vodi.
Nemški lirik Rainer Maria Rilke je ustvaril pesem z naslovom Narcis. Na Slovenskem pa je Boris A. Novak na temo Narcisa in Eho napisal sonet z odmevom. Pri pisanju je uporabil formo imenovano odmev (echo) in tako napisal pesem z odmevom (t. i. echo verse), za katero je potreboval celih 10 let. Lutkovno igro Narcis in Eho pa je leta 2009 na gledališkem odru predstavilo Kulturno društvo Ars Altera Pars iz Gornje Radgone.

### Slikarstvo in kiparstvo
Da so bili antični miti zelo priljubljeni v rimskem času, pričajo tudi arheološka odkritja v današnji Torri Annunziati blizu Neaplja, ki jo je skupaj s Pompeji zasul Vezuv leta 79. Med gradnjo železniške proge Portici–Nocera leta 1842 so odkrili ostanke rimske vile Caio Siculio, v kateri so našli freske neprecenljive vrednosti, kot je upodobitev Narcisa in Eho, ki jo hranijo v neapeljskem nacionalnem muzeju.

Motivu Narcisa so se posvetili tudi številni slikarji. Med njimi je zagotovo najpomembnejša slika delo Michelangela M. Carravaggia, nastala med letoma 1594 in 1596. Omeniti pa je potrebno tudi Francoza Nicolasa Poussina (Narcis in Eho, okoli leta 1630) in rokokojskega slikarja Françoisa Lemoyneja (Narcis, 1728). V 20. stoletju sta grški mit o Narcisu na platno prenesla tudi Anglež John William Waterhouse (Eho in Narcis, 1903) in Španec Salvador Dalí (Metamorfoza Narcisa, 1937). 
Kip Narcisa, ki se ogleduje v vodi, danes krasi ljubljansko mestno hišo. Šlo naj bi za delo največjega baročnega ljubljanskega kiparja Francesca Robbe, a zagotovo vemo le, da je kip nastal v njegovi delavnici okoli leta 1740.

## Zanimivosti

### Eho in slovanska mitologija
Tudi v slovanski mitologiji imamo lik, ki se podobno kot nimfa Eho spremeni v odmev. Gre namreč za slovansko boginjo Ozvieno - boginjo odmeva.